# Каллкихара
Каллкихара — река в Мурманской области России. Протекает по территории Кандалакшского района. Левый приток реки Саллайоки.
Длина реки составляет 14 км. Площадь бассейна 91,1 км².
Берёт начало на восточном склоне хребта Воуснатунтури. Протекает по лесной болотистой местности в северо-восточном направлении. Притоки: Лакийоки (слева) и Палохара (слева). Впадает в Саллайоки близ горы Роваселькя. Населённых пунктов на реке нет. Через Каллкихару перекинуто несколько автомобильных мостов.

## Данные водного реестра
По данным государственного водного реестра России относится к Баренцево-Беломорскому бассейновому округу, водохозяйственный участок реки — Тенниёйоки. Речной бассейн реки — бассейны рек Кольского полуострова и Карелии.
Код объекта в государственном водном реестре — 02020020012102000007889.